# نیجلند (دهانه)
نیجلند یک دهانه برخوردی در ماه‌ است.

## دهانه‌های اقماری
این دهانه ۲ دهانه اقماری دارد.
| Nijland | عرض جغرافیایی | طول جغرافیایی | قطر          |
| ------- | ------------- | ------------- | ------------ |
| A       | ۳۶.۲° N       | ۱۳۴.۴° E      | ۲۶.۰ کیلومتر |
| V       | ۳۴.۵° N       | ۱۳۱.۶° E      | ۳۵.۰ کیلومتر |